# Thihathu
Cette page contient des caractères spéciaux ou non latins. S’ils s’affichent mal (▯, ?, etc.), consultez la page d’aide Unicode.
Pour le roi d'Ava du XVe siècle, voir Thihathu (roi d'Ava).
Thihathu (birman သီဟသူ, θìha̰θù ; 1265–1325) est un des cofondateurs du Royaume de Myinsaing et le fondateur du Royaume de Pinya, dans le centre de la Birmanie (République de l'Union du Myanmar). Ancien officier dans l'armée du Royaume de Pagan, Thihathu était le plus jeune et le plus ambitieux des « Trois frères shans », fondateurs du royaume de Myinsaing après la destruction de Pagan par les mongols en 1287. Corégent depuis 1297, Thihathu se déclara roi en 1309. En 1310, il devint le seul roi de Birmanie centrale en éliminant son frère aîné Athinhkaya. (Le cadet Yazathingyan était mort de mort naturelle en 1305.) Il transféra sa capitale à Pinya en 1313.
Sa décision de nommer prince héritier Uzana I, fils du défunt roi de Pagan Kyawswa, incita son propre fils Sawyun à créer un royaume rival à Sagaing en 1315. Sawyun resta formellement loyal à son père et ne régna qu'en tant que vice-roi de Sagaing, mais après la mort de Thihathu en 1325, le royaume de Sagaing devint effectivement rival de celui de Pinya.

## Jeunesse
Thihathu est né à Myinsaing en 1265. Son père Theinkhabo était le frère cadet d'un saopha (prince) shan qui avait dû trouver refuge à Kyaukse en 1260. Sa mère, d'ethnie birmane, était la fille d'un banquier de Myinsaing. Il avait deux frères aînés, Athinhkaya et Yazathingyan, et une sœur. 
À l'âge adulte, les trois frères entrèrent au service du roi de Pagan Narathihapati. Au bout de quelques années, ils reçurent de petits titres de noblesse et furent nommés commandants de la garnison de Myinsaing, leur ville natale. Leur sœur épousa même un fils du roi, le prince Thihathu, futur gouverneur de Prome (Pyay).

## Myinsaing
Après la chute de Pagan en 1287, les trois frères étendirent progressivement leur contrôle autour de Myinsaing. En février 1293, ils furent officiellement reconnus par le nouveau roi Kyawswa comme seigneurs de Kyaukse. En 1297, ils officialisèrent leur pouvoir en obligeant Kyawswa, devenu vassal de la dynastie Yuan, à se faire moine.  Ils régnèrent alors comme ensemble à partir de leurs palais respectifs à Myinsaing, Mekkara et Pinle. Thihathu épousa la demi-sœur et reine de Kyawswa Mi Saw U, fille de Narathihapati.
En 1301, les trois frères repoussèrent une nouvelle (et ultime) invasion mongole, destinée à restaurer Kyawswa. Après que les mongols eurent évacué leur base de Tagaung en 1303, tout le centre de la Birmanie tomba en leur pouvoir. Le reste du pays était divisé entre plusieurs petits états, comme le Royaume d'Hanthawaddy (promis à un grand avenir), le Royaume de Laungkyet, celui de Taungû et les principautés shans.

## Pinya
Thihathu ne voulait partager le pouvoir avec personne, pas même avec ses frères. Yazathingyan mourut naturellement en 1305. En 1309, Thihathu se couronna roi. Il empoisonna son aîné Athinhkaya, restant seul roi de Birmanie centrale. Il avait prévu de transférer sa capitale de Pinle vers un emplacement plus stratégique au bord de l'Irrawaddy, près du « grenier à blé » de Kyaukse. (À cette époque, Pagan, qui avait eu environ 50 000 habitants avant les invasions mongoles, était pratiquement désert.) Thihathu choisit un premier emplacement correspondant à la future Ava, au confluent de l'Irrawaddy et de la Myitnge, mais les astrologues de la cour indiquèrent qu'il était néfaste. Thihathu choisit donc Pinya (juste au nord de l'actuelle Mandalay), également au bord de l'Irrawaddy.
Thihathu transféra sa capitale à Pinya en 1313 et le royaume devint connu sous le nom de Royaume de Pinya. Thihathu y adopta le style et les titres des anciens rois de Pagan. Pour sa cérémonie de couronnement, la reine de Pagan Shin Saw, veuve de Narathihapati, lui présenta la ceinture d'or et la coupe d'or transmises dans la famille royale depuis le roi Anawrahta (r. 1044–1077). Thihathu se considéra officiellement comme l'héritier des rois de Pagan, à tel point qu'il nomma comme prince héritier en 1315 Uzana I, un fils du roi Kyawswa et de la reine Mi Saw U. (Mi Saw U était enceinte d'Uzana lorsque  Thihathu l'avait prise pour épouse en 1298 après avoir détrôné son mari, et elle l'avait mis au monde en 1299. Thihathu l'avait adopté.),.

## Division du royaume
Sawyun, fils de la première épouse de Thihathu, fut déçu de cette décision qui le privait du trône. Il quitta Pinya avec ses partisans et s'installa à Sagaing, quelques kilomètres plus au sud, sur l'autre rive de l'Irrawaddy, où il fonda un royaume rival, contrôlant la région entre le fleuve et la Chindwin jusqu'à la frontière du Manipur. Sawyun resta formellement loyal à son père et mourut avant lui, en mai 1323. Mais après la mort de Thuhathu en février 1324, les deux royaumes se séparèrent officiellement, et ils luttèrent pour la suprématie tout au long des quarante années suivantes.